# Індекс відповідності
Affinity Index, Aff, Афініті-індекс, Індекс відповідності — позначає відношення рейтингу за цільовою аудиторією до рейтингу за базовою аудиторією. Показує, наскільки краще (якісніше, сильніше, щільніше, більше) цільова аудиторія контактувала з подією (телепрограмою або рекламним роликом), ніж базова.
Індекс відповідності показує якість розміщення. Чим більше Aff, тим менше грошей витратить рекламодавець на закупівлю базових пунктів рейтингу. Або на ті ж гроші — більше цільових пунктів.

## Розрахунок
Наприклад, вся аудиторія 100 чоловік, і складається з чоловіків і жінок 50/50. Півфінальний матч чемпіонату світу дивилося 10 жінок і 40 чоловіків. Виходить, що рейтинг даної трансляції був 50 %;
рейтинг по чоловічій аудиторії 80 % (40 осіб від 50), по жіночій — 20 % (10 від 50).
Таким чином, Aff (M) = 80/50 = 160 % або 1.6. Для жіночої Aff (F) = 20/50 = 0.4.
Як можна зрозуміти з цього прикладу, чим вище індекс відповідності, тим краще.
При величині Affinity менше 100 %, реклама, опублікована в такому виданні (розміщена в програмі), частіше буде досягати випадкових людей. Якщо ж Affinity дорівнює 200, то це означає, що представники цільової аудиторії читають це видання (дивляться або слухають програму) у 2 рази частіше, ніж все населення в цілому. Affinity побічно вказує на те, наскільки тематика засобів реклами відповідає інтересам цільової групи, від чого залежить такий важливий для запам'ятовування показник, як увага до вашої реклами.
Наприклад, для журналів «Деньги» або «Експерт» індекс відповідності по цільовій групі «керівник приватного підприємства» буде значно вище, ніж для масової газети.